# Willa Fitzgerald
Willa Fitzgerald (Nashville (Tennessee), 17 januari 1991) is een Amerikaans actrice. Ze speelde in diverse films en series, waaronder Strange Darling, Scream en The Fall of the House of Usher.

## Filmografie

### Film
- 2008: For the Love of a Dog, als Vivian
- 2017: Freak Show, als Tiffany
- 2017: Blood Money, als Lynn
- 2017: Beach House, als Emma
- 2019: The Goldfinch, als Kitsey Barbour
- 2021: 18½, als Connie
- 2022: Savage Salvation, als Ruby Red
- 2023: Desperation Road, als Maben
- 2023: Strange Darling, als 'de Dame'
- 2023: Wildcat, als Elizabeth Hardwick
- 2024: Relay, als Rosetti
- 2024: Joe Baby, als Heather Stanton
- 2025: Alarum, als agent Laura

### Televisie
- 2013-2014: Alpha House, als Lola Laffer
- 2014: The Novice, als Lucy Griego
- 2014: Blue Bloods, als Lacey Sutherland
- 2014: The Following, als Jenny
- 2014: Royal Pains, als Emma Miller
- 2014: Untitled Wall Street Project, als Tara Conklin
- 2015: Gotham, als Grace Fairchild
- 2015-2016: Scream, als Emma Duval
- 2017: Bull, als Susan Bryant
- 2017: Behind Enemy Lines, als Roxanne Daly
- 2017: Little Women, als Meg March
- 2018: #Fashionvictim, als Anya St. Clair
- 2018: House of Cards, als twintigjarige Claire
- 2019: Law & Order: Special Victims Unit, als Ava Parcell
- 2019: Younger, als Audrey Colbert
- 2019: Heartstrings, als Maddie Hawkins
- 2019-2020: Dare Me, als Colette French
- 2020: Billions, als Jill
- 2022: Reacher, als Roscoe Conklin
- 2023: The Fall of the House of Usher, als jonge Madeline Usher
- 2025: Pulse, als Danielle Simms

### Webseries
- 2016: Relationship Status, als Beth
- 2016: Scream: If I Die, als Emma Duval
- 2020: Acting for a Cause, als Hamlet
- 2020: Day by Day, als verteller (stemrol)